# George de Poděbrady
George de Poděbrady (n. 23 aprilie 1420, Poděbrady, Boemia Centrală, Cehia – d. 22 martie 1471, Prague 1⁠(d), Țările Coroanei Boeme, Sfântul Imperiu Roman), cunoscut, de asemenea, sub numele de George de Poděbrad sau Podiebrad (în cehă Jiří z Poděbrad, în germană Georg von Podiebrad), a fost rege al Boemiei între 1458 și 1471 și conducător al husiților. El este cunoscut pentru ideea și încercarea de a stabili instituții europene comune și însemne supranaționale. Aceasta este considerată prima viziune istorică a unității europene.

## Primii ani
George a fost fiul lui Victor de Kunštát și Poděbrady, nobil din Boemia și unul dintre conducătorii utrachiștilor (Sirotci), fracțiunea moderată a husiților în timpul Războaielor Husite. La vârsta de paisprezece ani, George a participat el însuși la Bătălia de la Lipany, care a marcat căderea aripii radicale a taboriților.
În tinerețe, fiind unul dintre conducătorii husiților, el a învins trupele austriece ale regelui Albert al II-lea, succesorul regelui Sigismund de Luxemburg ca rege al Boemiei, rege romano-german și rege al Ungariei. George a devenit curând un membru marcant al partidei husite devenind conducătorul ei după moartea lui Hynek Ptáček de Pirkstein.
Regelui Albert i-a succedat fiul său născut postum, Ladislau, sub a cărui domnie viața politică din Boemia a fost divizată în două partide: partida credincioasă Romei, condusă de Oldřich de Rosenberg (1403–1462), și partida husiților condusă de George.
După mai multe încercări de reconciliere, George a decis să ridice armele. El a organizat treptat o forță armată în nord-estul Boemiei, unde husiții erau puternici și unde era situat castelul său străvechi de la Litice. În 1448 a mărșăluit împreună cu această armată, formată din aproximativ 9000 de oșteni, de la Kutná Hora la Praga, și a ocupat capitala aproape fără nicio rezistență.
A izbucnit un război civil, dar George a reușit să-i înfrângă pe nobilii care au rămas fideli Romei. În 1451 împăratul Frederic al III-lea, în calitate de tutore al tânărului rege Ladislau, i-a încredințat administrarea Boemiei lui George de Poděbrad. În același an, o dietă convocată la Praga i-a acordat regența lui George.

## Conducător al Boemiei

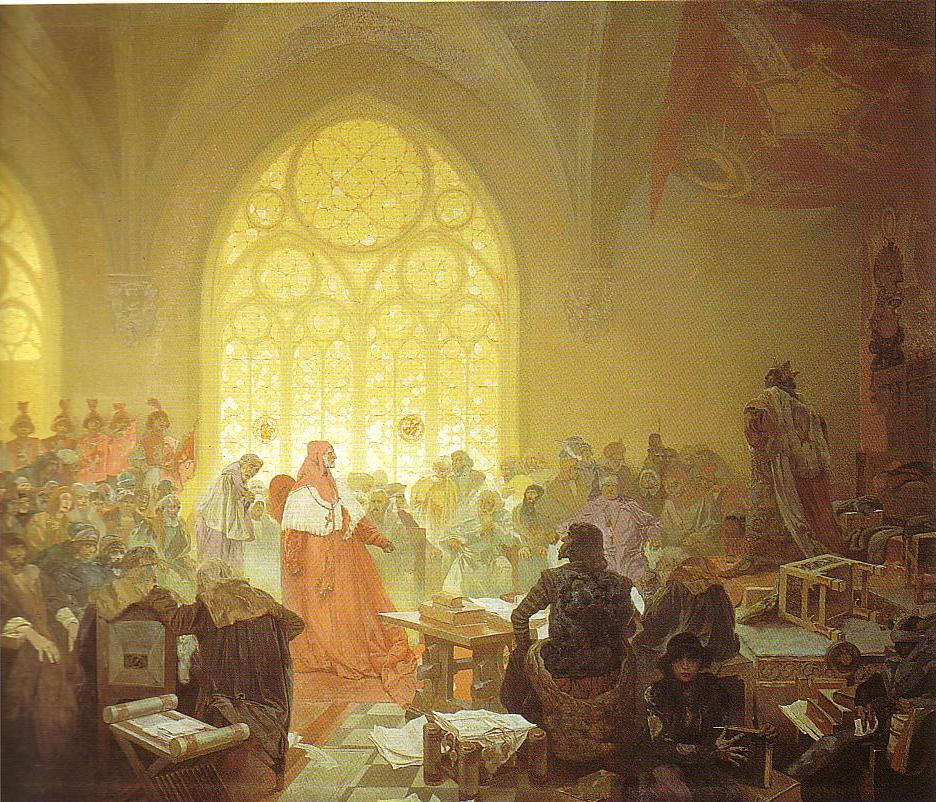
George de Podebrady – pictură de Alfons Mucha (cardinalul Fantin, explicând poziția Bisericii Catolice față de alegerea lui George).

Lupta husiților împotriva partidei catolice a continuat fără întrerupere, iar poziția lui George a devenit foarte dificilă atunci când tânărul rege Ladislau, care a fost încoronat în 1453, și-a exprimat simpatia pentru Roma, deși el recunoscuse vechile privilegii ale Boemiei. În anul 1457 regele Ladislau a murit subit, iar George a fost bănuit că l-ar fi otrăvit. (Cercetarea efectuată în 1985 a stabilit că leucemia acută a fost cauza reală a decesului.)
La 27 februarie 1458 nobilii din Boemia l-au ales rege, în unanimitate, pe George. Chiar și adepții partidei catolice au votat pentru el, unii datorită opiniilor moderate pe care le avea, iar alții din respect pentru dorința poporului, care s-a opus alegerii unui conducător străin.
George a încercat să domnească într-o manieră moderată pe baza cartei Compacta din Praga. El a câștigat loialitatea unor catolici, dar a trebuit să se confrunte cu opoziția papei Pius al II-lea, care s-a dovedit unul dintre cele mai serioase obstacole în calea domniei sale. Pius a declarat Compacta nulă și neavenită în 1462 și a vrut ca George să fie de acord cu această decizie. George a respins cererea papei, dar s-a străduit să intre în grațiile Romei prin pedepsirea extremiștilor husiți.

## Mesajul de pace
George a încercat să obțină pacea cu Roma printr-o măsură radicală, ceea ce unii consideră că a fost o propunere timpurie a constituirii unei Uniuni Europene. El a propus un tratat între toate puterile creștine, cu Sfântul Imperiu Roman (din care Boemia făcea parte), Regatul Franței și Regatul Italiei, și cârmuitorii lor ca membri fondatori, cărora urmau să li se alăture mai târziu statele hispanice. Statele membre urmau să-și ia angajamentul de a soluționa toate divergențele exclusiv prin mijloace pașnice. Trebuia să fie constituit un parlament european și alte instituții comune, precum și însemne supranaționale. George a formulat propunerea în termeni creștini (fără ca „Europa” să fie menționată explicit) ca o modalitate de a-l opri pe „turcul detestabil”, care cucerise Constantinopolul în 1453. George și-a trimis solul, pe Leo de Rozmital, la curțile europene cu un mesaj de pace și cu un proiect de tratat care promova această idee. George spera că tratatul va intra în vigoare în 1464. Această idee este considerată una dintre viziunile unității europene anterioare creării Uniunii Europene.
Proiectul lui George nu a avut succes și toate eforturile sale de a încheia pace cu Roma s-au dovedit ineficiente, deși planul papei Pius al II-lea de a organiza o cruciadă împotriva Boemiei nu a fost pus în practică.
După moartea lui Pius al II-lea în 1464, George a încercat să negocieze cu noul papă, Paul al II-lea, dar acesta s-a dovedit a fi un adversar la fel de hotărât.
George și-a făcut dușmani în rândul nobililor din partidei papale, care s-a adunat la Zelená Hora (Grüneberg) în 28 noiembrie 1465 pentru a-și exprima nemulțumirile și a încheia o alianță împotriva regelui. Această alianță a fost susținută încă de la început de papa Paul al II-lea, iar la 23 decembrie 1466 papa l-a excomunicat pe George și a pronunțat detronarea sa, eliberându-i pe toți credincioșii catolici din Boemia de jurământul lor de credință față de George. Împăratul Frederic al III-lea și regele Matia al Ungariei, fostul aliat al lui George, s-au alăturat nobililor boemi răsculați, declanșând Războiul Boem. Regele Matia Corvin a cucerit o mare parte din Moravia și a fost încoronat de partida papală în orașul de reședință al Moraviei, Olomouc, ca rege al Boemiei, la 3 mai 1469.
George a avut succes în luptele împotriva regelui Matia Corvin, dar a încheiat un acord cu regele maghiar în 1470, contrar dorinței adepților săi.
A murit la 22 martie 1471, iar partizanii săi l-au ales pe Vladislav al II-lea, fiul regelui Poloniei, ca succesor pentru a continua lupta împotriva regelui Matia.

## Căsătorii și copii
În 1440 George de Poděbrady s-a căsătorit cu Cunigunda de Sternberg. Din această căsătorie au rezultat următorii copii:
- Boček (1442–1496);
- Victor (1443–1492), principe imperial, duce de Munsterberg și Opava și conte de Kladsko;
- Barbara (1446–1469), căsătorită prima oară cu Henric de Lipé și a doua oară cu Ioan de Ronov;
- Henric (1448–1498), căsătorit cu Ursula de Brandenburg, fiica margrafului Albert al III-lea de Brandenburg;
- Caterina (11 octombrie 1449 – 8 martie 1464), căsătorită cu regele Matia Corvin; a murit tânără;
- Sidonie (1449–1510), căsătorită cu ducele Albert al III-lea al Saxoniei.

După moartea Cunigundei în 1449, George de Poděbrady s-a căsătorit cu Johana de Rožmitál în 1450. Din această căsătorie au rezultat următorii copii:
- Henric cel Tânăr (1452–1492), căsătorit cu Ecaterina, fiica ducelui Wilhelm al III-lea al Saxoniei;
- Frederic (1453–1458), a murit de tânăr;
- Agnes (?), se crede că s-a căsătorit în Țara Românească;
- Ludmila (16 octombrie 1456 – 20 ianuarie 1503), căsătorită cu Frederic I de Liegnitz.